# 茲貝廷卡河

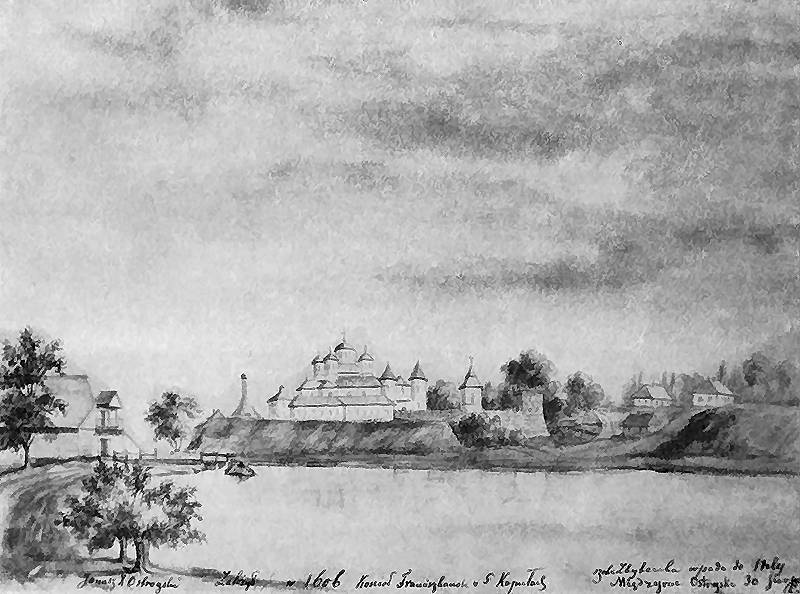

茲貝廷卡河（烏克蘭語：Збитинка）是烏克蘭里夫內州南部的河流，屬於維利亞河的支流，發源自茲貝廷，在梅日里奇以東匯入維利亞河，後者於奧斯特羅赫東北又匯入戈倫河。茲貝廷卡河全長56公里，流域面積399平方公里。